# Los '80s: la década que dio forma a nuestro mundo
Los '80s: la década que dio forma a nuestro mundo (en inglés, The '80s: The Decade That Made Us) es una serie / documental hecha por Fox International Channels y Fox Entertainment Group, para National Geographic Channel en el año 2013.

## Sinopsis
Esta serie muestra los momentos históricos, los acontecimientos culturales, las nuevas tendencias y los avances tecnológicos importantes que ocurrieron durante la década del ochenta, y que dieron forma al mundo en el que vivimos hoy. 
Esta serie presentará entrevistas con figuras emblemáticas de la década, además de música, imágenes de archivo y reconstrucciones dramáticas.

## Episodios

### Episodio 1:Un Mundo Material
El glamour y los excesos ilimitados encuentran una nueva representante en los ochenta cuando una atractiva cantante ve la oportunidad de crear su propio estilo. 
Catapultada al superestrellato con la impactante interpretación de “Like a Virgin” en la primera entrega de premios MTV, Madonna inspira a innumerables chicas en todo el mundo a salir a comprarse ropa para imitar su estilo tan particular. 
Pero no son solo adolescentes los que sacan a relucir sus tarjetas de crédito. Exitosos hombres de negocio, jóvenes con dinero para gastar, quieren adquirir el estilo de joven profesional, el llamado yuppie, y adueñarse del último y costoso dispositivo: el teléfono celular. Por cuatro mil dólares estadounidenses, se pueden comprar su propio teléfono portátil, de más de un kilo de peso. 
Pero la gente también encuentra causas importantes para defender en los ochenta. En octubre de 1983, casi tres millones de personas salen a la calle en la mayor manifestación de paz del siglo XX, protestando contra la instalación de misiles en Europa Occidental.

### Episodio 2:Los Revolucionarios
En 1981, Ronald Reagan asume la presidencia de Estados Unidos, pero su gobierno es sacudido hasta la médula apenas setenta días después cuando la bala de un asesino le perfora un pulmón.
Los vívidos relatos de Sam Donaldson, un periodista que cubrió la noticia ese día, y el Dr. David Adelberg, el practicante de medicina que tuvo el corazón de Reagan en la mano durante la intervención quirúrgica, describen a un país en estado de pánico. 
En la otra punta del mundo, el papa Juan Pablo II es también víctima de un impresionante intento de asesinato. Después de una operación de cinco horas y semanas en el hospital, el Papa es dado de alta, pero algunos consideran que nunca volvió a ser el mismo. 
Los ochenta son testigos del lanzamiento de una nueva raza de empresarios, entre los que se encuentra Steve Jobs, cuyo anuncio estilo “1984”, lo ayudó a lanzar el fenómeno de los anuncios publicitarios del Super Bowl; Ted Turner, que reinventa el negocio de la noticia con la creación de los noticieros de veinticuatro horas; y Ben and Jerry, que combinaron con éxito la onda hippie de los sesenta con el espíritu empresario de los ochenta. 
Y en Gran Bretaña, en 1985, los jeans Levis se transforman para probar que ya no son los vaqueros que usaba tu papá.

### Episodio 3:Grandes Momentos del Fútbol
La década de los ochenta, fue una década en la que el fútbol estalló a nivel internacional. 
Jugadores como Diego Maradona expusieron su habilidad sudamericana en la Copa Mundial mientras el famoso equipo de Liverpool dominaba tanto la liga inglesa como la europea. Este documental revive algunos de los partidos más famosos y controvertidos de la década, mostrando a los personajes que no solo definieron los ochenta sino que ayudaron a dar forma al deporte en la actualidad.

### Episodio 4:Grandes Gadgets
Los '80s, fueron los años en la que la tecnología saltó de las páginas de ciencia ficción y se instaló en los hogares de la gente.
Desde el Walkman de Sony hasta la computadora personal y el Compact Disc o Disco Compacto; este documental es una cariñosa mirada a cómo la tecnología de la década comenzó a definir no solo lo que podíamos hacer sino también quiénes éramos.

### Episodio 5:DeDallaspara el Mundo
Este episodio explora la revolución en el entretenimiento personal que se produjo gracias al Pac-Man, al Walkman de Sony y el precursor video de ejercicios físicos de Jane Fonda. 
Steve Wozniak, de Apple, explica cómo Bill Gates vio el futuro vendiéndole a IBM los derechos para usar el sistema operativo MS-DOS por un precio único relativamente bajo, haciendo el verdadero negocio cuando los competidores de IBM entraron al mercado y todos querían el mismo software. 
El asesinato de John Lennon marcó el fin de una era musical, mientras un nuevo chico del barrio, llamado MTV, definía una nueva. Disfrute de la algarabía de julio de 1981 en Gran Bretaña, cuando más de medio millón de personas se amontonaron en las calles de Londres –mientras otros 750 millones se sentaban frente al televisor en el mundo entero– para ver al Príncipe Carlos casarse con Lady Diana Spencer. 
Y escuche a Richard Branson, el audaz hombre de negocios que se convirtió en magnate de multimedios, cuando nos cuenta cómo llevó al rock and roll a nuevas alturas –literalmente– con la adquisición de su primer 747. 
Compartiendo sus propias historias, aparecen en el programa Darryl “DMC” McDaniels, Steven Tyler, Jane Fonda, Steve Wozniak, Richard Branson y el secretario privado de la Princesa Diana.

### Episodio 6:Grandes Deportistas
En la década del ochenta se produjeron algunos de los momentos deportivos más extraordinarios de la historia, cuando atletas como Mike Tyson, Ayrton Senna, Martina Navratilova y Diego Maradona se convirtieron en verdaderas superestrellas del deporte. 
Este documental revive algunos de los momentos más fascinantes de la época e investiga el legado que nos dejaron los héroes deportivos más extraordinarios de la década.

### Episodio 7:Grandes Ambiciones
Con el mantra “la codicia… es buena”, el personaje de Gordon Gekko encapsula el ansia de excesos y la ambición desmedida de los ochenta en la película “Wall Street”, de Oliver Stone, mientras los grandes negociantes imitan su notoria mala conducta con el uso indebido de información confidencial y el abuso de drogas en la vida real. 
La cocaína se convierte en la droga de moda para los que celebran el éxito. La reputación de Miami de ser un antro de narcotraficantes inspira el lanzamiento de una de las series televisivas más famosas de los ochenta: “Miami Vice”. 
Mientras tanto, el cambio en las rutas de importación de la cocaína pone a México en el centro del negocio de la droga, colocando a los carteles mexicanos en la posición de convertirse en la cabeza de una industria hoy multibillonaria. 
Los ochenta experimentaron también su ración de tragedias: un derrame en una fábrica estadounidense de pesticidas en la India, deja escapar cuarenta toneladas de uno de los gases más tóxicos conocidos por el hombre a la "ciudad dormida" de Bhopal (India).
En horas, al menos tres mil personas mueren y cincuenta mil quedan discapacitados. La búsqueda por subir más alto cuesta muy cara cuando el transbordador espacial Challenger de la NASA, explota durante el lanzamiento, matando a todos los que viajaban a bordo.

### Episodio 8:Grandes Tragedias
En la década del ochenta se produjeron algunas de las tragedias más espantosas de la historia. 
Desde la explosión del transbordador espacial Challenger hasta el accidente nuclear de Chernobyl, este especial muestra algunos de los momentos más tristes de la década y lo que se aprendió de ellos.

### Episodio 9:Revolución Cultural
Los ochenta, no solo es la década en la que la ambición estaba bien vista sino que es la que marcó el comienzo de una potente alianza entre la caridad y la celebridad. 
Por primera vez, se montan enormes espectáculos llenos de estrellas para lidiar con la crisis de la pobreza en el mundo. 
Y, en Gran Bretaña, la campaña contra el SIDA recibe el apoyo de alto perfil de la princesa Diana. A través de su trabajo con enfermos de SIDA, hace tomar conciencia de la enfermedad y ayuda a aclarar importantes conceptos erróneos. 
En el frente político, mientras los presidentes de Estados Unidos y de la Unión Soviética, Ronald Reagan y Mijaíl Gorbachov, toman medidas para terminar con la Guerra Fría entre las dos superpotencias, un muchacho de 19 años de Alemania Occidental arriesga la vida para difundir su propio mensaje de paz entre Oriente y Occidente. 
Mathias Rust se las arregla para evadir el sistema de defensa aérea más grande del mundo y aterriza su pequeño avión en la Plaza Roja de Moscú. Sentenciado a cuatro años de prisión, es liberado después de 14 meses.

### Episodio 10:El Fin de una Era
Cuando la década del ochenta va llegando a su fin, la Guerra Fría se va entibiando pero el Muro de Berlín todavía sigue en pie. 
Estados Unidos despliega una poderosa “arma” para apresurar su derribamiento: la cultura popular. En Estados Unidos, una insólita familia de dibujo animado toca el corazón de la rebelión estadounidense con el lanzamiento de “Los Simpson”. Esta angustia adolescente también definió una serie de películas inolvidables de los ochenta e introdujo al mundo a un grupo de jóvenes actores conocido como el “Brat Pack”. 
En 1989, un nuevo espíritu de desafío juvenil se convierte en el símbolo de la libertad cuando el coraje de un hombre contra un ejército resuena en todo el mundo. Durante seis semanas, estudiantes ocuparon la plaza de Tian'anmen en China, protestando por reformas políticas. 
El ejército chino les da un ultimátum: abandonar la plaza o ser sacados a la fuerza por cualquier medio. 
Los manifestantes se mantienen desafiantes aun cuando las tropas abren fuego. Pero las manifestaciones tienen un impacto en el liderazgo chino, que implementa reformas económicas para mejorar el estándar de vida en la nación.

## Personajes relacionados con la época
- Madonna
- Michael Jackson
- Ronald Reagan
- Juan Pablo II
- Steve Jobs
- Diego Maradona
- Steve Wozniak
- Bill Gates
- John Lennon
- Lady Diana Spencer
- Steven Tyler
- Jane Fonda
- Richard Branson
- Mike Tyson
- Oliver Stone
- Mijaíl Gorbachov